# Joseph Arthur de Gobineau
Il conte Joseph Arthur de Gobineau (Ville-d'Avray, 14 luglio 1816 – Torino, 13 ottobre 1882) è stato un diplomatico, scrittore e filosofo francese. Personaggio cosmopolita, viaggiatore, nella sua lunga carriera fu ambasciatore in Persia, Grecia, Brasile e Svezia. È passato alla storia per essere stato l'ispiratore di tutte le teorie razziste europee del XIX secolo.

## Biografia
Deve la notorietà alla sua opera Essai sur l'inégalité des races humaines (Saggio sulla disuguaglianza delle razze umane), pubblicato per la prima volta nel 1853-54 in 500 copie a spese dell'autore, che si pone tra i testi basilari del pensiero razzista contemporaneo. È anche l'autore di un'opera letteraria romantica, di scritti polemici e lavori storici e filologici sull'Iran antico. Fu legato da un rapporto di stima e amicizia con Alexis de Tocqueville, che gli fece da mentore nella sua carriera e lo assunse come capo gabinetto. Proprio con Tocqueville, Gobineau intrattenne una fitta corrispondenza sui temi della libertà e della razza (Del Razzismo. Carteggio 1843-1859).
Nel Saggio Gobineau riprende da Johann Friedrich Blumenbach la suddivisione delle razze umane in gialla, nera e bianca e, come Blumenbach, le dispone in gerarchia, ma - diversamente da Blumenbach e analogamente a Linneo - attribuisce a ciascuna razza determinate caratteristiche morali e psicologiche innate a cui fa riferimento per sostenere la tesi della superiorità dei bianchi sui gialli e sui neri.
Per Gobineau, la razza gialla è materialista, portata al commercio e incapace di esprimere pensieri metafisici; la razza nera presenta sensi sviluppati all'eccesso e modesta capacità intellettiva; la razza bianca (o ariana), che incarna le virtù della nobiltà e i valori aristocratici, sarebbe invece contraddistinta dal suo amore per la libertà, per l'onore e per la spiritualità. Originaria dell'India, la razza bianca si sarebbe sovrapposta alle prime popolazioni europee (che secondo Gobineau erano di razza gialla) per formare il ceppo teutonico destinato a dominare l'Europa nei secoli successivi. Ma l'inevitabile incrocio con le altre razze ne avrebbe corrotto la nobiltà, e gli ariani avrebbero progressivamente assunto alcuni dei tratti deteriori delle razze inferiori (il materialismo dei gialli e la sensualità dei neri), in un processo degenerativo che Gobineau considerava irreversibile.
Nel 1846 sposò a Parigi Clemence Monnerot (1816-1910), una donna creola che gli diede due figlie: Diane e Christine.
Gobineau morì a Torino, stroncato da un infarto mentre si trovava alla stazione di Porta Nuova. È sepolto nel Cimitero monumentale di Torino.
Un suo seguace fu lo scrittore del Regno Unito Houston Stewart Chamberlain (1855-1927), che esaltò la razza ariana, considerandola pura soprattutto nel ceppo germanico. Espose le sue idee nell'opera Die Grundlagen des XIX Jahrhunderts (I fondamenti del diciannovesimo secolo, 1899). 
Chamberlain vedeva in Richard Wagner l'apostolo di questa razza pura (Das Drama Richard Wagners, 1892).

## Opere
- Saggio sull'ineguaglianza delle razze umane, Edizioni di Ar, Padova, 1964, 2010.
- La Renaissance (1874), dramma in cinque parti.[2]